# Pacificana cockayni
Pacificana cockayni is een spinnensoort in de taxonomische indeling van de spoorspinnen (Miturgidae).
Het dier behoort tot het geslacht Pacificana. De wetenschappelijke naam van de soort werd voor het eerst geldig gepubliceerd in 1904 door Henry Roughton Hogg.

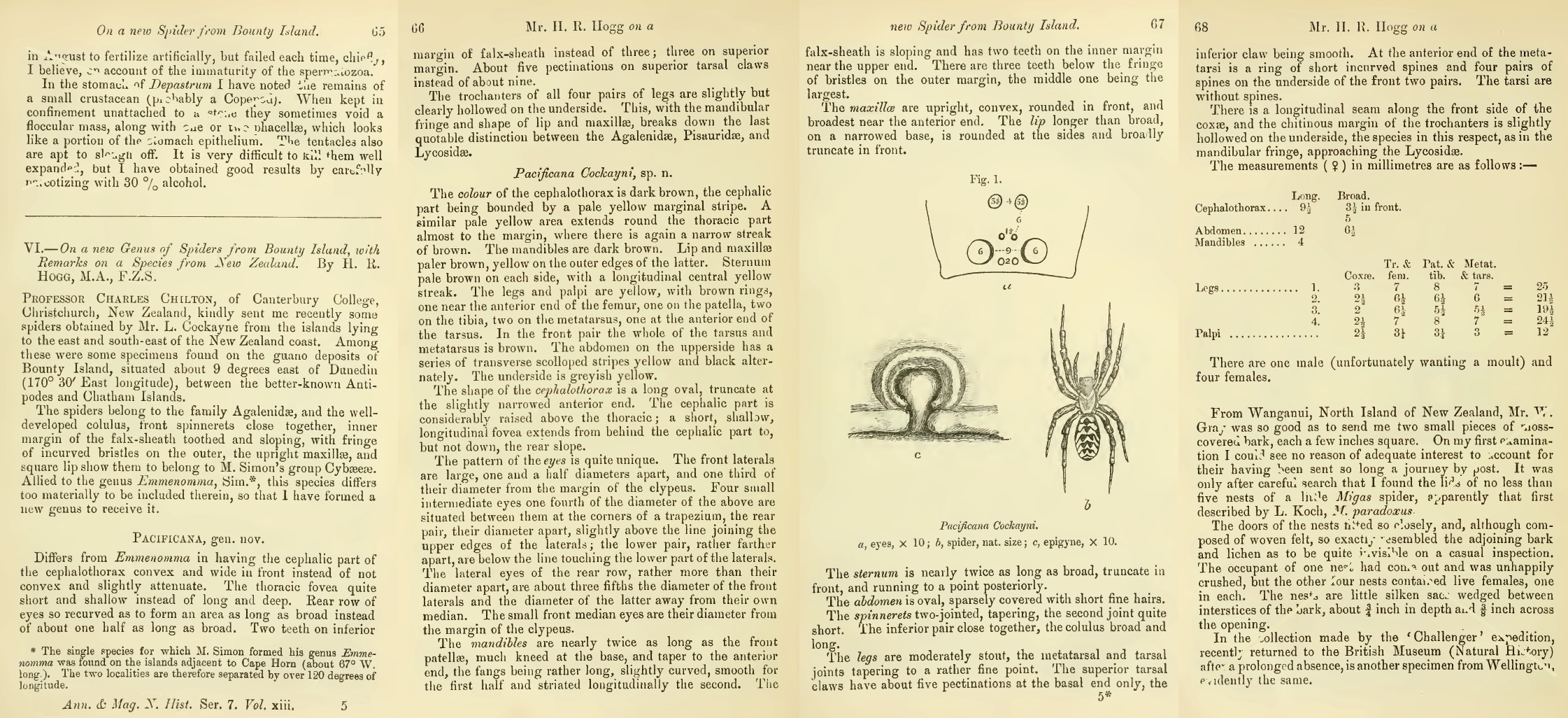
De oorspronkelijke beschrijving van Pacificana cockayni door H.R. Hogg uit 1904. Leesbaar bij aanklikken.